# Sól morska

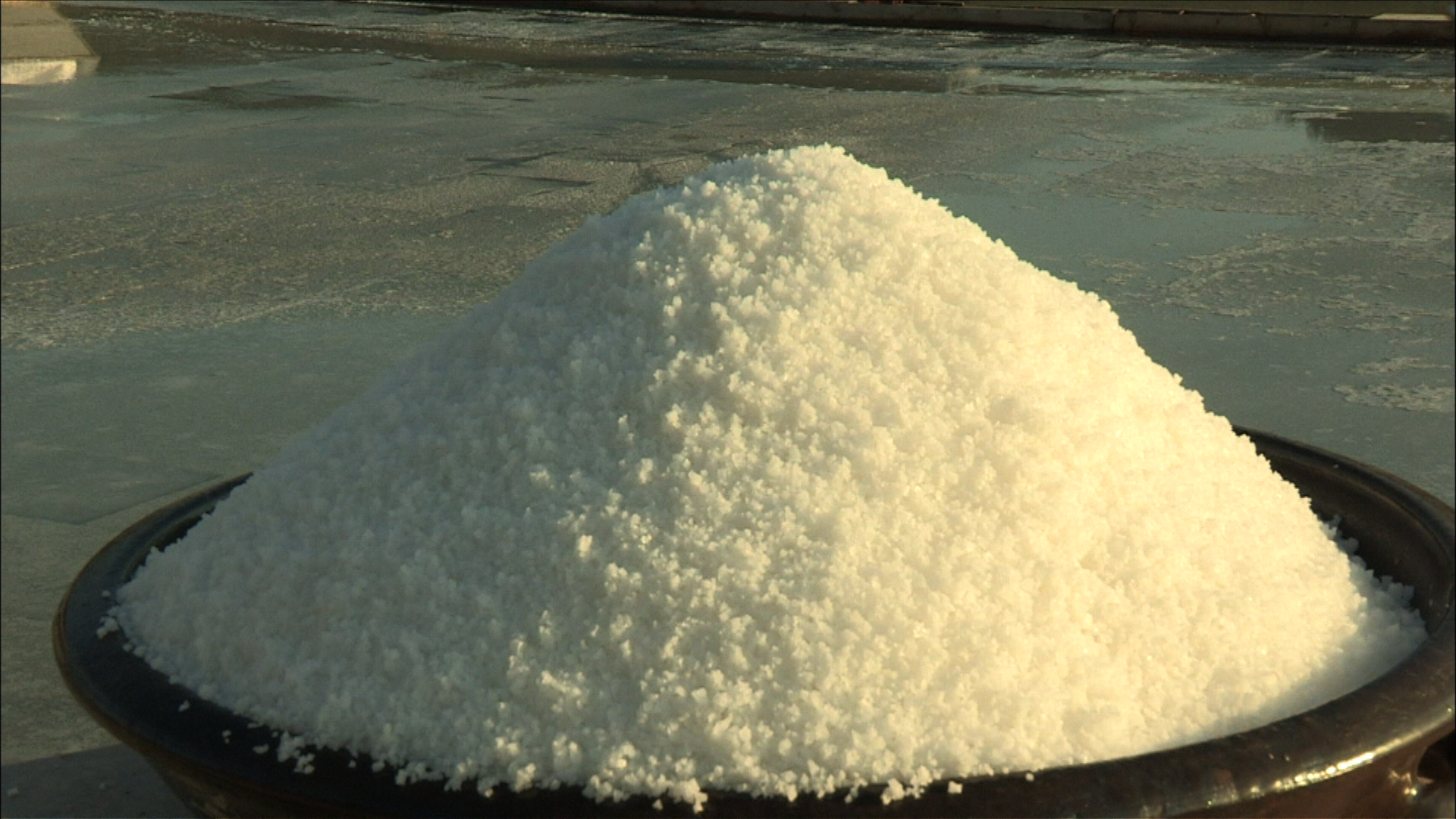
Sól morska

Sól morska – jeden z rodzajów soli spożywczej uzyskiwany poprzez odparowywanie słonych zbiorników wodnych – mórz lub jezior. Sól morską wykorzystuje się czasami również do produkcji kosmetyków. Podobnie jak w przypadku soli kamiennej, początek pozyskiwania soli morskiej datuje się na czasy prehistoryczne. W zależności od miejsca pochodzenia skład, wygląd oraz smak soli morskiej mogą się różnić, choć –  podobnie jak zwykła sól kuchenna   – składa się ona w przeważającej części z chlorku sodu, który stanowi zwykle ponad 95% zawartości. Zaleca się ograniczenie jej spożycia w związku z negatywnym wpływem sodu przede wszystkim na układ sercowo-naczyniowy. Nie istnieją żadne naukowe przesłanki wskazujące na prozdrowotne działanie jakiejkolwiek postaci soli morskiej.

## Historia i powstanie
Każdy rodzaj soli powstaje w zbiornikach wodnych: np. w morzach istniejących obecnie lub w czasach prehistorycznych. Solą morską nazywamy jednak te odmiany soli, które uzyskuje się poprzez odparowywanie wody ze współczesnych rezerwuarów słonej wody – głównie mórz, oceanów, ale również jezior.
Trudno określić dokładną datę rozpoczęcia wydobywania soli morskiej, jednakże jej historia sięga z pewnością czasów prehistorycznych. Jedno z najstarszych odkrytych miast w Europie, bułgarska Sołnicata, powstało w szóstym tysiącleciu p.n.e. i zawdzięcza swój rozwój solankom. Z pewnością jednak od czasów Imperium Rzymskiego handel solą morską w obrębie całego świata antycznego był już rozwinięty i oparty w dużej mierze na pozyskiwaniu surowca z ośrodków nad Morzem Śródziemnym – jak podają starożytni historycy, m.in. Pliniusz i Tytus Liwiusz. W Chinach natomiast wspomina się o wydobyciu soli morskiej już w okresie dynastii Xia, czyli w drugim tysiącleciu p.n.e., choć legendy mówią nawet o istnieniu handlu solą w obrębie jeziora Yuncheng w szóstym tysiącleciu p.n.e. Szczytowy okres produkcji soli morskiej przypada na XIX wiek. Jednak w wyniku rewolucji przemysłowej znacznie poprawiła się też efektywność wydobycia soli kopalnianej, która swoją popularnością wkrótce prześcignęła sól morską. Mimo to sól morska jest do dzisiaj wydobywana w celach spożywczych w wielu miejscach na świecie: nad Morzem Śródziemnym, na Wyspach Brytyjskich, w Skandynawii, w Chinach, Indiach, a także w rejonach Morza Martwego i wielu innych lokalizacjach.
Podobnie jak inne odmiany soli odegrała ona znacząca rolę w historii cywilizacji, początkowo ze względu na to, iż jej właściwości konserwujące pozwalały wydłużyć czas przechowywania wielu produktów spożywczych i organicznych, następnie z uwagi na jej walory smakowe, a obecnie jako istotny element licznych procesów przemysłowych (w tych celach wykorzystuje się 60% całkowitej produkcji soli na świecie). Według wielu źródeł sól mogła stanowić niekiedy środek płatniczy, np. w nowożytnej Etiopii. Na przestrzeni dziejów przyczyniła się do powstania wielu znaczących szlaków handlowych, m.in. Via Salaria, a także do rozwoju miast, m.in. Salzburga czy Wieliczki oraz do postępu technologicznego związanego z jej wydobyciem.

## Produkcja

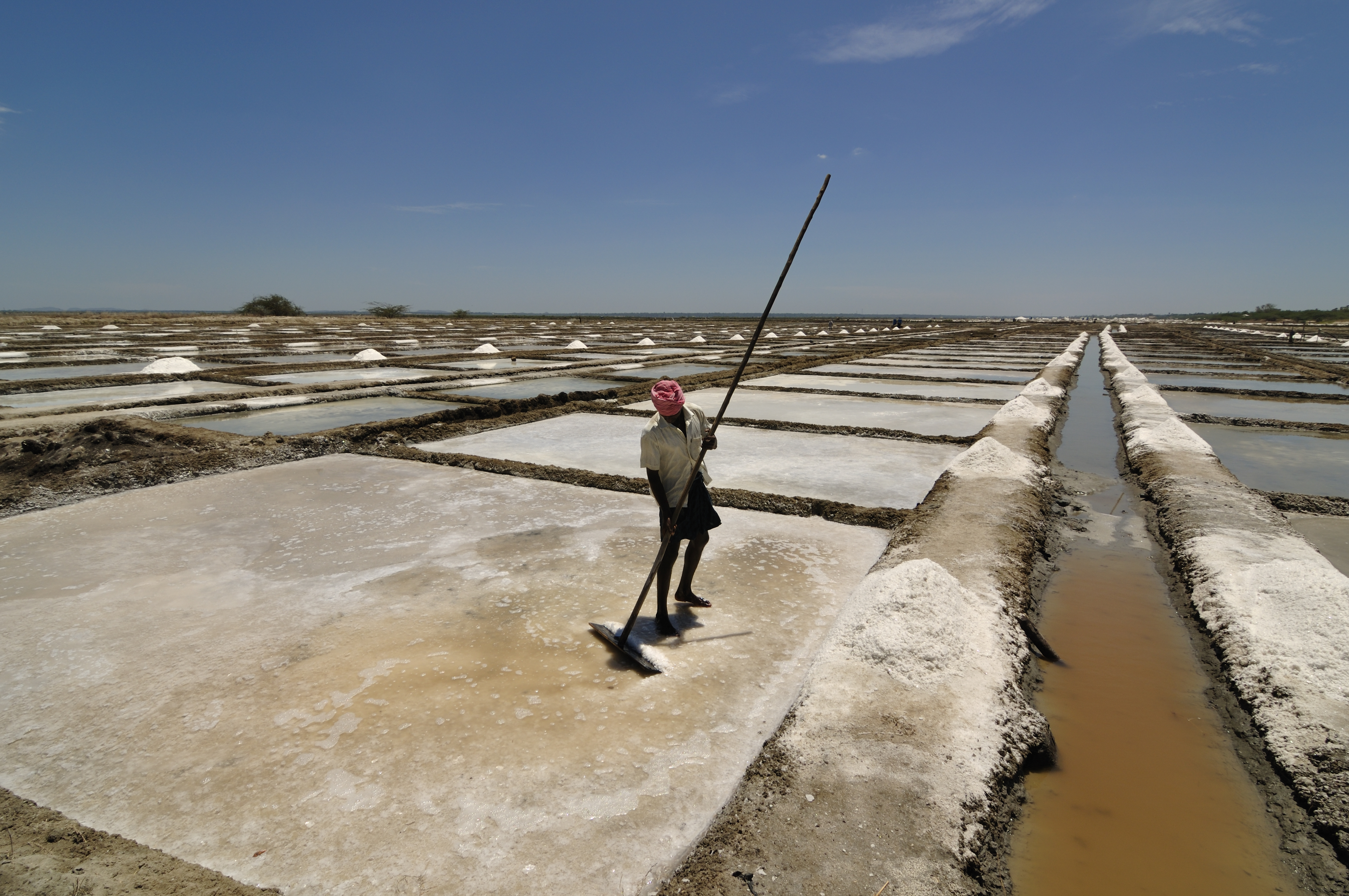
Odparowywanie w zbiornikach

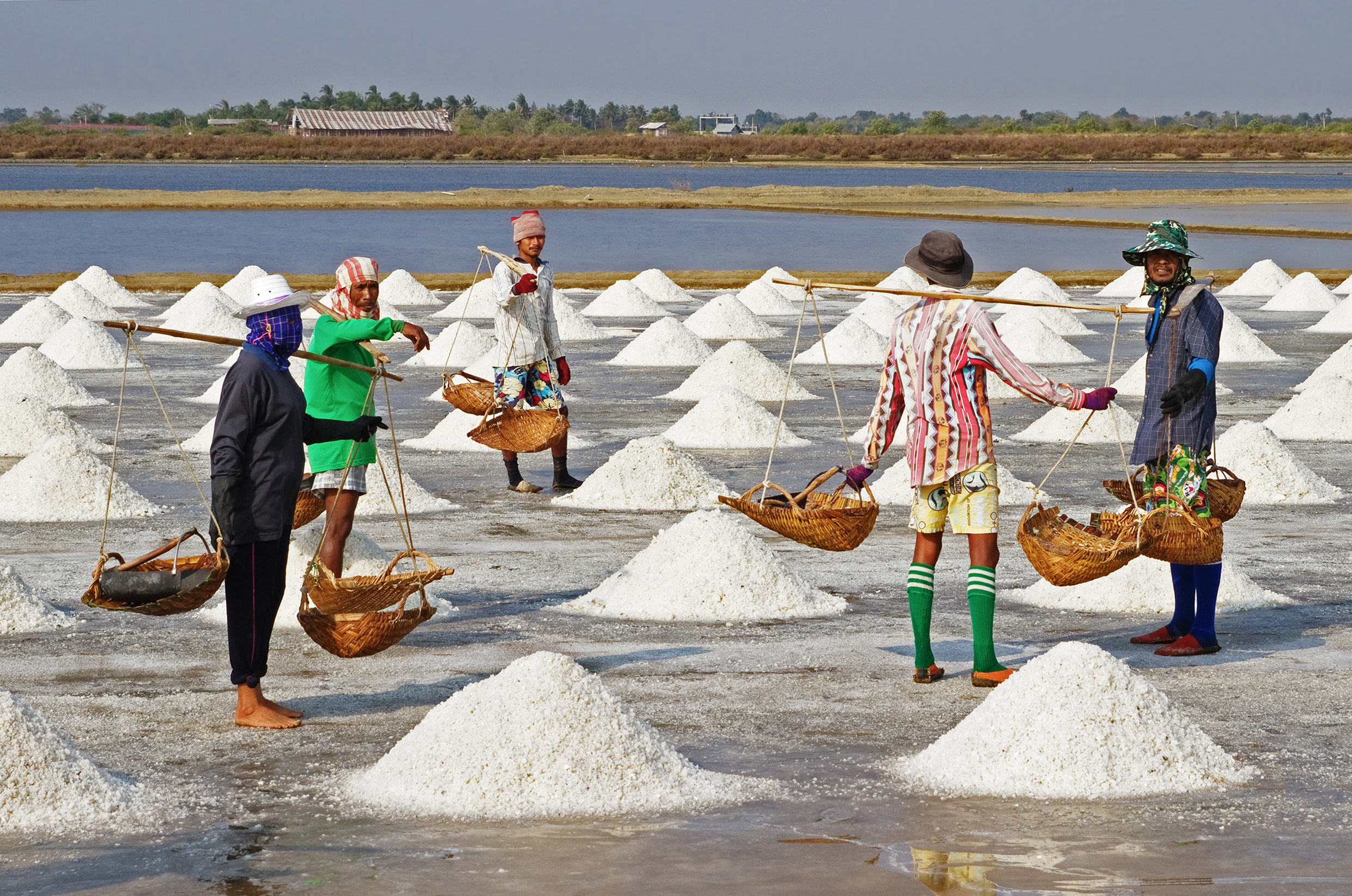
Zbieranie soli morskiej

Sól morska powstaje zwykle poprzez proces odparowywania basenów wypełnionych wodą o wysokiej zawartości soli, czyli tzw. salin.  W ciepłym i suchym klimacie zadanie to realizuje energia słoneczna, w klimacie umiarkowanym zaś wymagane jest dodatkowe konwencjonalne źródło energii.  Saliny powstają w miejscach niewyeksponowanych na działanie otwartego morza, zalewanych jedynie okresowo. Woda gromadzi się w specjalnie przygotowanych zbiornikach i kanałach, gdzie później odparowuje. Wielu producentów soli morskich uważa, że odpowiedni klimat jest wymagany do otrzymania dobrej jakości produktu. Przykładowo powszechna jest opinia, że wiatr wpływa korzystnie na jakość otrzymanej soli – nie ma jednak na to żadnych konkretnych dowodów.
Proces zbierania soli morskiej często kojarzony jest z tradycyjnymi i naturalnymi metodami, co potwierdza przypadek słynnej i kosztownej soli Fleur de sel, która do dziś pozyskiwana  jest  dzięki ręcznemu ściąganiu cienkiej warstwy soli z powierzchni zbiornika. W większości komercyjnie dostępnych soli procesy te zostały jednak zautomatyzowane, by dostarczać i produkować surowiec na większą skalę – tak jak w wypadku soli kuchennej. Często wykorzystuje się do tego mobilne maszyny, które nie tylko zbierają osad z powierzchni zbiorników, ale potem także go oczyszczają. 
Niektórzy producenci decydują się na dodatkowe chemiczne i mechaniczne procesy oczyszczania soli morskich podobne do tych, które stosowane są przy produkcji soli warzonej. Chcą w ten sposób wyeliminować potencjalnie niebezpieczne zanieczyszczenia lub ułatwić logistykę jej przechowywania – np. duża zwartość związków magnezu w soli morskiej może doprowadzić do absorpcji wody z powietrza, co spowoduje, że stanie się nieatrakcyjna dla konsumentów i trudna w magazynowaniu.
W niektórych przypadkach do soli morskiej (w szczególności drobnoziarnistej)  dodaje się substancje przeciwzbrylające – te same które są wykorzystywane w produkcji soli kuchennej. 
Rodzajów soli morskiej jest tyle, ile miejsc jej pozyskiwania. Surowce mogą znacząco różnić się zarówno kolorem, smakiem, jak i składem chemicznym, trudno więc o jednoznaczny podział. Jednymi z najbardziej znanych rodzajów soli morskiej są: angielska sól Maldon, peruwiańska Maraska, sól z Morza Martwego, sól morska z Guérande, sól oceaniczna z Indii czy Celtic Sea Salt.

## Skład chemiczny
Duża różnorodność dostępnych komercyjnie soli morskich powoduje, że trudno jednoznacznie określić ich skład. W wielu przypadkach sól morska poza chlorkiem sodu zawiera dodatkowe mikroelementy w różnych ilościach. Najbardziej kompleksowe badania w tym zakresie przeprowadzili Drake, który porównał prawie 45 różnych rodzajów soli oraz Vella, który zestawił ze sobą najbardziej popularne sole morskie.
Każda sól morska –  podobnie jak sól kuchenna – z przeważającej części składa się z chloru i sodu. Jest kilka rodzajów soli morskiej, które zawierają więcej sodu, niż sól kuchenna. Ogólnie jednak, według badań Drake’a, zawartość chlorku sodu w soli morskiej nie jest mniejsza niż 75% (sole z Hawajów), średnio zaś oscyluje wokół 97%. Również Vella doszedł do podobnych wniosków. Według niego można zauważyć tylko nieznaczne różnice w zawartości sodu pomiędzy solami morskimi i solą kuchenną. Najmniejsza ilość tego pierwiastka charakteryzowała sól pochodzącą z Hawajów (True Kona, 85% NaCl), pozostałe sole zawierały pomiędzy 95-99% NaCl.
W przypadku minerałów kluczowych dla funkcjonowania organizmu człowieka z wyników przedstawionych przez Drake’a można dowiedzieć się, że ich zawartość w solach różnego pochodzenia wynosiła kolejno: maksymalnie 1.5% wapnia, 3.2% potasu, 3.81% magnezu, ok. 0.3% żelaza i 6.81 ppm cynku.  Całkowita zawartość badanych minerałów (innych niż sód) nie przekraczała 9% dla żadnego rodzaju soli morskiej. W badaniach Velli hawajska sól True Kona zawierała najwyższe stężenia wapnia (1.35%), magnezu (1.2%) oraz potasu (0.5%).  
W Tabelach 1 i 2 przedstawione są zawartości chlorku sodu oraz istotnych mikroelementów dla typowych rodzajów soli morskich na podstawie wyliczeń  przedstawianych w publikacjach Drake’a oraz Velli, a także danych jednego z bardziej znanych producentów. Liczba minerałów w jednej porcji, czyli w łyżeczce soli (5g), porównana jest z dziennym zapotrzebowaniem na te minerały zgodnym z rozporządzeniem UE oraz rozporządzeniem Ministra Zdrowia. Uznaje się, że zawartość konkretnego pierwiastka jest znacząca i może mieć wpływ na zdrowie, gdy dzienna porcja przekracza 15% RWS. Na podstawie rozporządzenia tylko wtedy uprawnione jest używanie oświadczeń zdrowotnych przez producentów.
|      |                                     |                                     | Typowa sól morska Ia) | Typowa sól morska Ia)     | Typowa sól morska Ia) | Typowa sól morska IIb) | Typowa sól morska IIb)    | Typowa sól morska IIb) | Znana marka soli morskiejc) | Znana marka soli morskiejc) | Znana marka soli morskiejc) |
|      | Referencyjna wartość spożycia (RWS) | Referencyjna wartość spożycia (RWS) | Zawartość             | Zawartość                 | % RWS w jednej porcji | Zawartość              | Zawartość                 | % RWS w jednej porcji  | Zawartość                   | Zawartość                   | % RWS w jednej porcji       |
|      | Referencyjna wartość spożycia (RWS) | Referencyjna wartość spożycia (RWS) | proc.                 | w jednej porcji (5g soli) | % RWS w jednej porcji | proc.                  | w jednej porcji (5g soli) | % RWS w jednej porcji  | proc.                       | w jednej porcji (5g soli)   | % RWS w jednej porcji       |
| Sód* | 2.4                                 | g                                   | 39.12%                | 1.96 g                    | 81.50%                | 38.06%                 | 1.90 g                    | 79.30%                 | 38.37%                      | 1.92 g                      | 79.94%                      |
| Sól* | 6                                   | g                                   | 97.81%                | 4.97 g                    | 81.50%                | 96.68%                 | 4.83 g                    | 80.57%                 | 97.56%                      | 4.80 g                      | 79.94%                      |

*Uwaga: w przypadku soli i sodu RWS 6g i 2.4g (odpowiednio) oznacza maksymalne dzienne dawki niepowodujące negatywnych skutków zdrowotnych, czyli ich przekroczenie powoduje negatywne skutki zdrowotne.
Żaden z mikro- i makroelementów, które powinny znaleźć się w zbilansowanej diecie dorosłego człowieka, nie występuje w istotnych ilościach (przekraczających 15% RWS) w przypadku typowych soli morskich (dane zebrane w Tabeli 2). Produkt oferowany przez znanego producenta zapewnia zaś jedynie wysoką zawartość chromu, ale pozostałe pierwiastki obecne są na poziomie niewystarczającym, by uznać tę sól za odpowiednie ich źródło. 
|          |                                     |                                     | Typical Sea Salt Ia) | Typical Sea Salt Ia)      | Typical Sea Salt Ia)  | Typical Sea Salt IIb) | Typical Sea Salt IIb)     | Typical Sea Salt IIb) | Known commercial brandc) | Known commercial brandc)  | Known commercial brandc) |
|          | Referencyjna wartość spożycia (RWS) | Referencyjna wartość spożycia (RWS) | Zawartość            | Zawartość                 | % RWS w jednej porcji | Zawartość             | Zawartość                 | % RWS w jednej porcji | Zawartość                | Zawartość                 | % RWS w jednej porcji    |
|          | Referencyjna wartość spożycia (RWS) | Referencyjna wartość spożycia (RWS) | proc.                | w jednej porcji (5g soli) | % RWS w jednej porcji | proc.                 | w jednej porcji (5g soli) | % RWS w jednej porcji | proc.                    | w jednej porcji (5g soli) | % RWS w jednej porcji    |
| Chlor    | 800                                 | mg                                  | 58.6%                | 2934                      | 367%                  | 58.6%                 | 2934                      | 367%                  | 59.19%                   | 2959                      | 369.91%                  |
| Chrom    | 40                                  | ug                                  | bd.                  | bd.                       | bd.                   | bd.                   | bd.                       | bd.                   | 0.0002%                  | 10.00                     | 25.00%                   |
| Cynk     | 10                                  | mg                                  | 0.04%                | 0.02                      | 0.21%                 | bd.                   | bd.                       | bd.                   | 0.0032%                  | 0.16                      | 1.60%                    |
| Fluor    | 3.5                                 | mg                                  | bd.                  | bd.                       | bd.                   | bd.                   | bd.                       | bd.                   | 0.0013%                  | 0.06                      | 1.81%                    |
| Fosfor   | 700                                 | mg                                  | bd.                  | bd.                       | bd.                   | bd.                   | bd.                       | bd.                   | <0.00001%                | <0.01                     | <1%                      |
| Jod      | 150                                 | ug                                  | bd.                  | bd.                       | bd.                   | bd.                   | bd.                       | bd.                   | 0.00005%                 | 2.62                      | 1.74%                    |
| Magnez   | 375                                 | mg                                  | 0.53%                | 26.51                     | 7.07%                 | 0.37%                 | 18.32                     | 4.88%                 | 0.51%                    | 25.64                     | 6.84%                    |
| Mangan   | 2                                   | mg                                  | bd.                  | bd.                       | bd.                   | bd.                   | bd.                       | bd.                   | 0.002%                   | 0.10                      | 5.23%                    |
| Miedź    | 1                                   | mg                                  | bd.                  | bd.                       | bd.                   | bd.                   | bd.                       | bd.                   | 0.002%                   | 0.11                      | 11.34%                   |
| Molibden | 50                                  | ug                                  | bd.                  | bd.                       | bd.                   | bd.                   | bd.                       | bd.                   | 0.00005%                 | 2.33                      | 4.65%                    |
| Potas    | 2000                                | mg                                  | 0.35%                | 17.66                     | 0.88%                 | 0.15%                 | 7.53                      | 0.38%                 | 0.26%                    | 13.20                     | <1%                      |
| Selen    | 55                                  | ug                                  | bd.                  | bd.                       | bd.                   | bd.                   | bd.                       | bd.                   | <0.00001%                | 0.26                      | <1%                      |
| Wapń     | 800                                 | mg                                  | 0.29%                | 14.68                     | 1.84%                 | 0.26%                 | 12.89                     | 1.61%                 | 0.15%                    | 7.44                      | <1%                      |
| Żelazo   | 14                                  | mg                                  | 0.00%                | 0.73                      | 5.20%                 | bd.                   | bd.                       | bd.                   | 0.01%                    | 0.70                      | 4.98%                    |

Uwagi do tabeli: Zawartość minerałów obliczona, nie uwzględniając zawartej w solach wilgoci, np. Celtic Sea Salt może zawierać do 14% wilgoci. Oznaczenia: "bd." – oznacza, iż dany pierwiastek nie był badany; a) Średnia ze wszystkich przebadanych soli morskich w badaniu Drake’a; b) Średnia ze wszystkich przebadanych soli morskich w badaniu Velli; c) Celtic Sea Salt.
Sole morskie, które z powodów marketingowych nie są poddawane procesowi rafinacji, mogą być narażone na występowanie różnego typu zanieczyszczeń. Między innymi badania przeprowadzone w ciągu ostatnich lat dowodzą obecności niewielkich zanieczyszczeń mikroplastikami, choć należy pamiętać, że są to dawki nieszkodliwe dla zdrowia. Autorzy publikacji podkreślają, że zawartość tych substancji może być niebezpieczna w połączeniu w diecie z innymi potencjalnymi źródłami tych zanieczyszczeń, np. z owocami morza. Analiza próbek niektórych komercyjnie dostępnych soli morskich potwierdziła obecność różnych gatunków grzybów – niektóre z nich odpowiadają za psucie się żywności, inne zaś mogą być potencjalnie patogenne dla człowieka. Problem ten może dotyczyć większości najbardziej popularnych soli morskich dostępnych w sprzedaży.

## Smak i inne właściwości fizyczne
Koneserzy twierdzą, że sól morska smakuje zdecydowanie lepiej, niż sól kuchenna. Na odczuwanie różnicy w smaku mają wpływ kształt i struktura kryształów. Ze względu na te właściwości sól morska może rozpuszczać się na języku wolniej lub szybciej, tym samym dostarczając innych, często bardziej intensywnych, efektów smakowych niż drobnoziarnista sól kuchenna. Zawartość dodatkowych minerałów może także znacząco wpływać na odbiór przyprawy, np. przyczynić się do wyczuwania posmaku mineralnego lub kwiatowego. Przede wszystkim zależy to od złoża, z którego pochodzi dana sól. 
Ścisłe badania sensoryczne udowadniają, że intensywność słonego smaku i czas jego odczuwania są znacząco uzależnione od wielkości kryształów. Między innymi z tego powodu poleca się posypywać potrawy solą gruboziarnistą – jej kryształy wybiórczo dostarczają intensywnego słonego smaku, podkreślając walory dania. Jednakże używanie tego typu soli do gotowania, podczas którego zależy nam na równomiernie rozłożonym smaku, jest nieefektywne.   
Z drugiej strony, w badaniu porównującym smak i intensywność wybranych 35 soli morskich i trzech soli kamiennych, nie wykryto wyraźnych różnic pozwalających zidentyfikować rodzaj soli. Wykorzystywano wówczas próbki o tej samej zawartości chlorku sodu. Po zmianie warunków badania na próbki o tej samej masie, niektóre sole morskie wykazywały intensywniejszy słony smak w porównaniu z solą kamienną.  Jednak ze względu na stosunek liczebności (35:3) trudno uznawać wyniki za jednoznacznie rozstrzygające w tej kwestii.  
W zależności od środowiska panującego w miejscu otrzymywania soli, surowiec może  zawierać dodatkowe składniki mineralne oraz odznaczać się charakterystycznym kolorem. Duży wpływ na te cechy mają takie czynniki, jak rodzaj podłoża czy gatunki glonów zasiedlających dany teren. Przykładowo niektóre francuskie czy koreańskie sole posiadają kryształy o różowo-szarym zabarwieniu. Czarna sól morska natomiast w większości pochodzi z Hawajów. W przypadku czerwonych kryształów, kolor powiązany jest z obecnością w środowisku lawy czy wulkanicznej gliny. Niektóre sole zawierają również siarczany.  

## Wpływ na zdrowie
Według The Mayo Clinic oraz australijskiego profesora Bruce Neala wpływ chlorku sodu na zdrowie nie zależy od rodzaju używanej soli. Sól morska, pomimo zawierania dodatkowych związków chemicznych, nadal w przeważającej części składa się z chlorku sodu, którego nadmiar ma niekorzystny wpływ na organizm człowieka. Analiza składu chemicznego pokazuje, że sól morska, w dawkach odpowiadających dziennemu zapotrzebowaniu, nie może być traktowana jako istotne źródło prawie żadnego z ważnych dla zdrowia składników mineralnych.
Sól morska zawiera jedynie niewielkie ilości jodu – pierwiastka niezbędnego dla prawidłowego funkcjonowania organizmu. Znacznie większe ilości jodu zawiera sól jodowana, czyli sól kuchenna wzbogacona o jod poprzez dodanie odpowiednich związków chemicznych. W Polsce, zgodnie z rozporządzeniem Ministra Zdrowia z 16 września 2010 roku, każda sól przeznaczona do spożycia w opakowaniach nieprzekraczających 1 kg powinna być wzbogacona o jod (np. dzięki dodaniu jodanu potasu lub jodku potasu), by zapewnić odpowiednią podaż tego mikroelementu. Wiele obecnych na rynku soli morskich nie spełnia jednak tego warunku.
Często można spotkać się z argumentacją, że przy produkcji soli kuchennej wykorzystuje się zdecydowanie dalej posunięte chemiczne metody niż przy produkcji naturalnej soli morskiej. Co więcej, sól kuchenna często zawiera substancje zapobiegające jej zbrylaniu takie, jak: żelazocyjanek potasu (E536), sodu (E536) lub wapnia (E538). Przykładem może być jedna z komercyjnie dostępnych soli warzonych, która zawiera 10 ppm E536.  Jest to wartość znacznie poniżej  rekomendowanej dawki spożycia dla człowieka wynoszącej 50 ppm. Według Profesora Neala różnice w produkcji poszczególnych rodzajów soli nie mają żadnego wypływu na ludzkie zdrowie.  
Jak dotąd nie zostało opublikowanych wiele prac naukowych dotyczących wpływu soli kuchennej lub  morskiej na funkcjonowanie organizmu człowieka. Zespół prof. Lee prowadzi jednak takie eksperymenty na szczurach. Autorzy twierdzą, że oczyszczona sól kuchenna powoduje większy wzrost ciśnienia tętniczego u szczurów w porównaniu do soli morskiej. Zjawisko to przypisują dodatkowym składnikom występującym w użytej w badaniu soli – w szczególności jonom potasu, ale także wapnia czy magnezu. Ich ilość nie jest jednak wystarczająca, by znacząco ograniczyć niekorzystne działanie chlorku sodu. W innych publikacjach wyniki sugerują, że sól morska (znacznie bogatsza w minerały w porównaniu do soli oczyszczonej) generuje mniej wolnych rodników ROS i tym samym powoduje mniejszy stres oksydacyjny w komórkach. Dokładny mechanizm opisanego efektu nie jest znany. Autorzy podkreślają jednak, że w badaniu użyto bardzo dużych dawek soli, które trudno zinterpretować w kontekście przeciętnego spożycia przez człowieka. W badaniach tych wykorzystano zwierzęta szczególnie wrażliwe na sól, brak jest jednak podobnych badań na grupie ludzi.

## Kontrowersje
Temat soli morskiej wciąż jest bardzo kontrowersyjny. Obecnie wielu producentów czy ekspertów żywieniowych poleca ją jako lepszą alternatywę dla soli kuchennej. Przeciwnicy tej teorii podkreślają, że nie ma żadnych konkretnych dowodów na prozdrowotne działanie soli morskiej. Mocnym argumentem w tej dyskusji jest fakt, że w większości przepadków ponad 90% składu chemicznego zarówno soli morskiej, jak i kuchennej stanowi chlorek sodu, którego negatywne działanie jest powszechnie akceptowane.  
Wiele artykułów i dostępnych prac naukowych powołuje się na dodatkową zawartość minerałów w soli morskiej jako źródła jej korzystnego działania. W tekstach popularnonaukowych opisujących dobroczynne działanie soli morskiej wymienia się korzyści płynące ze spożywania zawartych w niej minerałów w codziennej diecie. Autorzy najprawdopodobniej powołują się na wyniki badań prowadzonych na poszczególnych pierwiastkach, a także często na właściwości sodu, który w odpowiednich ilościach jest niezbędny dla ludzkiego organizmu. Pojawia się jednak wiele głosów mówiących, że sól nie jest najlepszym źródłem dodatkowych minerałów, gdyż zawiera ich bardzo mało w porównaniu do innej żywności. Na podstawie dotychczasowej wiedzy, w szczególności w obliczu braku długoterminowych badań obserwacyjnych na ludziach, nie można jednoznacznie stwierdzić, jaki wpływ na organizm człowieka ma sól morska w porównaniu z innymi typami soli. 
Prawdą jest, że sole morskie zawierają wiele różnych pierwiastków poza chlorem i sodem. Z przeprowadzonych badań porównawczych jednakże wynika, że ilość mikroelementów jest w typowych solach morskich zwykle zbyt niska, by mogła mieć znaczący wpływ na zdrowie. Należy przy tym pamiętać, że zawartość dodatkowych pierwiastków jest przede wszystkim związana z charakterystyką geologiczną miejsca pochodzenia soli. Z tego powodu niektóre rodzaje mogą zawierać większą ilość konkretnych minerałów, jak np. magnezu i wapnia znajdujących się w soli True Kona z Hawajów. Nadal jednak pierwiastki te mają nieznaczący wpływ na funkcjonowanie organizmu człowieka.   
Różnice między nieoczyszczoną solą kamienną a solą morską z podobnych rejonów są często bardzo niewielkie. Jedyną solą niezawierającą żadnych dodatkowych minerałów jest sól oczyszczona i rafinowana, którą można otrzymać zarówno z soli kamiennej, jak i z soli morskiej.